# رقص قطبي

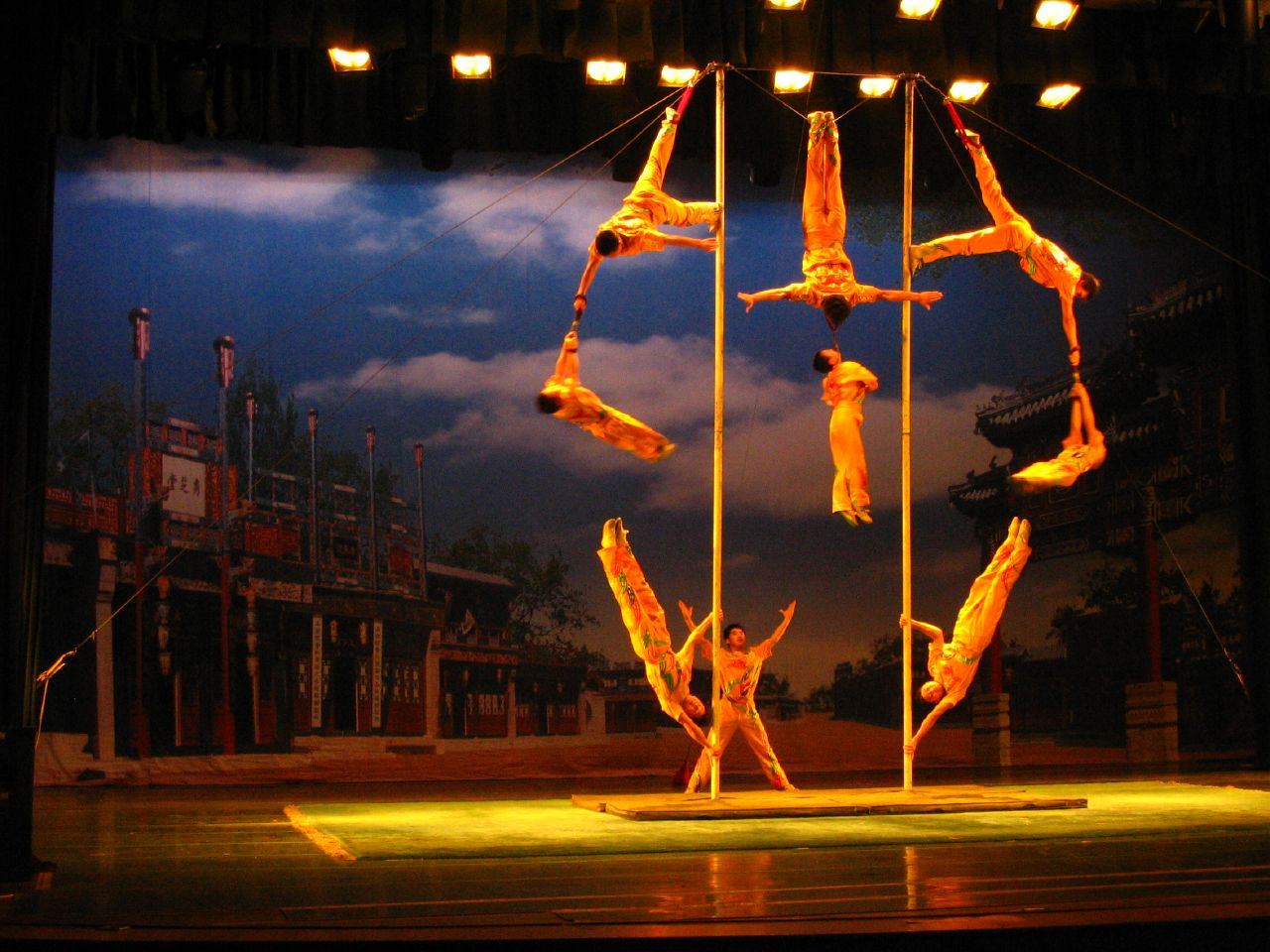
فرقة صينية تؤدي الرقص القُطبي

رقص العمود أو الرقص القطبي هو نموذج لأداء فني، يمزج بين الرقص والجمباز. ويشمل الرقص وأداء الخدع البهلوانية مع عمود(قطب) واقف بشكل عمودي. وتعد شكل من أشكال اللياقة البدنية والرقص، ويمارس من قبل العديد من المتحمسين إما في الصالات الرياضية أو أماكن رقص خاصة. كما تعقد له العديد من المنافسات بين الهواة والمحترفين في العديد من البلدان حول العالم.
قبل منتصف العام 2000م كان هذا الفن معروف بشكل واسع في نوادي التعري فقط ومنها تم اشتقاقه ليعرف بفن رقص العمود. ومنذ ذلك الحين بدأ الترويج لهذا المزيج بين الفن والرياضة وعقدت العديد من المنافسات والمسابقات في محاولة لتغيير وجهة نظر الناس تجاه هذا النوع من الفن والرياضة وتشجيع الجميع على ممارسته كشكل من أشكال الرقص والألعاب البهلوانية. كما بدأ في هذه الأثناء رقص العمود يتأثر بفن آخر هو رقص العمود الصيني الذي يستخدم في أداء بعض عروض السيرك.